# Teresa Fioroni-Voigt
Teresa Fioroni-Voigt, née en 1799 et morte en 1880, est une artiste peintre italienne spécialisée dans les miniatures. Ses petits portraits sont réalisés sur ivoire.

## Biographie
Teresa Fioroni, née le 2 février 1799, est la fille de Nicola Fioroni et de Anna Rosa Pigliucci, mais les détails restent inconnus.
Sa première formation en tant que peintre n'est pas documentée, cependant, Domenico Del Frate, un maître peintre de l'époque, vit les deux dernières années de sa vie (1820-1821) dans le même bâtiment romain que la famille Fioroni.
Selon Hauser, elle commence d'abord à peindre des portraits à l'huile, mais sa mère s'oppose à cette technique en disant qu'elle est mauvaise pour la santé de sa fille. Teresa Fioroni se met alors à créer des miniatures entre 1820 et 1830, elle devient une artiste établie qui reçoit des éloges pour son travail,.

### Munich

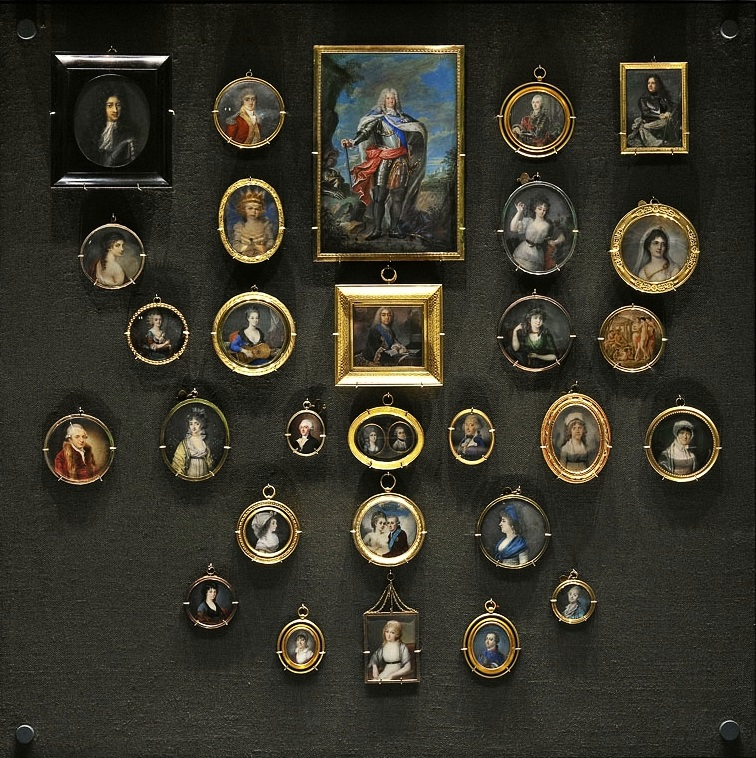
Une collection d'échantillons de miniatures (non peintes par Fioroni) exposées au Musée national de Varsovie.

Le 30 mars 1830, Teresa Fioroni épouse un graveur berlinois, Carl Friedrich Voigt (1800-1874), qui devient médailleur à la Monnaie royale du royaume de Bavière. En mai 1839, l'épouse et le mari s'installent à Munich, en Bavière, où elle donne plus tard naissance à leurs deux enfants, Carolina et Ludovico,.
La correspondance privée (conservée à la Bibliothèque apostolique vaticane  à Rome) et 30 portraits miniatures (conservés à l'Accademia di San Luca, aujourd'hui appelée Accademia Nazionale di San Luca)  sont connus pour avoir été peints par Teresa Fioroni-Voigt et « permettent d'évoquer la vie et la carrière de cette femme artiste romaine. ».
Selon le site Treccani, les œuvres créées à Munich comprennent, « ... portraits miniatures de Louis Ier, roi de Bavière, de son épouse Teresa, de ses filles Matilde et Adelgunda (leur emplacement actuel est inconnu) ; dans le cas de la reine Teresa, le portrait a été reproduit pour orner divers bijoux. Dans les mêmes décennies, on trouve les portraits d'autres membres de la famille royale bavaroise et de l'aristocratie mondaine et politique, ainsi que ceux de son mari C. Vóigt et de leurs enfants Carolina et Ludovico, ces derniers étant conservés à la Galleria dell'Accademia di S. Luca. ».
Certaines des œuvres de Teresa Fioroni-Voigt sont perdues et ne sont plus connues que par des citations ou des correspondances. Parmi celles-ci figure le seul portrait connu de la baronne Bayersdoff (1831). Les œuvres attribuées à Teresa Fioroni-Voigt comprennent une trentaine de pièces conservées à l'Accademia di S. Luca "et le Portrait de deux jeunes femmes devant une fenêtre ouverte, d'où l'on voit Saint-Pierre, dans une collection privée, le Portrait d'une jeune femme vêtue de rouge et le Portrait d'une jeune femme avec un grand chapeau vert, tous deux dans la collection Ferdinand Spiegel à Vienne,.

### Rome
En 1857, la famille retourne à Rome où, entre 1858 et 1865, ils résident au 93 Via delle Tre Cannelle.
En 1860, sa fille Carolina épousa le sculpteur italien Francesco Fabi Altini (1830-1906) et le nouveau couple vit avec les parents de Carolina pendant plusieurs années. Teresa Fioroni-Voigt en profite pour réaliser deux portraits des filles de Carolina, Silvia et Augusta, avant qu'Augusta ne meure prématurément,.

### Pérouse
En 1874, le mari et la fille de Teresa Fioroni-Voigt, Carolina, meurent tous deux à Trieste (qui fait maintenant partie de l'Italie). Peu de temps après, la veuve Fioroni s'installe à Pérouse, en Italie. Elle y meurt le 19 septembre 1880.